# Svrčinník
Svrčinník (1313 m n.p.m.) – drugi co do wysokości szczyt w grupie górskiej Gór Kremnickich w Centralnych Karpatach Zachodnich na Słowacji.

## Położenie
Svrčinník należy do szerzej rozumianego masywu najwyższego szczytu Gór Kremnickich – Flochovej. Wznosi się w północnej części tzw. Grzbietu Flochowej (słow. Flochovský chrbát), w głównym grzbiecie Gór Kremnickich, stanowiącym wododział między dorzeczami Hronu i Turca. Oddzielony jest od położonej nieco dalej na zachód Flochovej płytką przełęczą, zwaną Siodłem Flochovej (słow. Sedlo Flochovej, 1297 m n.p.m.).

## Geologia i morfologia
Ku zachodowi, tj. ku wspomnianemu Siodłu Flochovej, płaska wierzchowina Svrčinníka obniża się bardzo powoli łagodnym, równym stokiem. Natomiast ku wschodowi (w stronę dolinek prawostronnych dopływów Harmanieckiego Potoku) opada bardzo stromymi zboczami, poprzecinanymi skalnymi ściankami i stopniami.

## Przyroda ożywiona
Cały masyw góry jest gęsto zalesiony. Lasy, zwłaszcza na trudno dostępnych wschodnich zboczach góry, zachowały w znacznej części swój pierwotny charakter.
Spłaszczenie szczytowe aż prawie po szczyt Flochovej oraz strome wschodnie zbocza góry obejmuje rezerwat przyrody Svrčinník.

## Turystyka
Szczyt pomimo zalesienia oferuje widoki w kierunku wschodnim i północnym. Widoczne są z niego zwłaszcza Niżne Tatry i Wielka Fatra.
Przez szczyt Svrčinníka biegną czerwone znaki dalekobieżnego szlaku turystycznego, zwanego Szlakiem Bohaterów Słowackiego Powstania Narodowego (słow. Cesta hrdinov SNP):
- na Sedlo Flochovej 15 min (z powrotem 15 min);
- na przełęcz Malý Šturec 2.15 godz. (z powrotem 2.45 godz.).